# 호계역
호계역(Hogye station, 虎溪驛)은 울산광역시 북구 호계동에 위치한 동해선의 철도역이었다. 호계 일대의 개발과 함께 2007년 6월 1일부터 울산행 새마을호가 함께 정차하기 시작하면서 이용객이 계속 증가하는 추세였으나, 새마을호 운행계통이 폐지되어 대신 모든 무궁화호가 정차했었다. 연간 여객 이용은 2012년 기준으로 605,841명이다.
2021년 12월 28일에 동해선 복선 전철화가 개통됨에 따라 본 역의 기능이 북울산역으로 이전 됨과 동시에 폐역이 되었다.

## 연혁
- 1921년 10월 25일 : 영업 개시
- 1958년 8월 8일 : 역사 신축
- 1992년 10월 25일 : 일반 운수 영업 개시
- 2002년 11월 11일 : 역사 증·개축
- 2013년 11월 7일 : 부산진 기점 79.6km로 변경[1]
- 2016년 4월 29일 : 부산진 기점 78.9km로 변경[2]
- 2021년 8월 26일 : 부산진 기점 78.0km 로 변경[3]
- 2021년 11월 17일 : 폐역 고시[4]
- 2021년 12월 28일 : 동해선 복선 전철화 구간이 완공되어 폐지

## 문학 속의 호계역
- 김원일의 소설 미망에서는, 주인공의 고모네가 식당을 했던 곳으로 호계역전이 등장한다.
- 최종두 시인이 쓴 호계역이라는 시가 있다.

## 사진

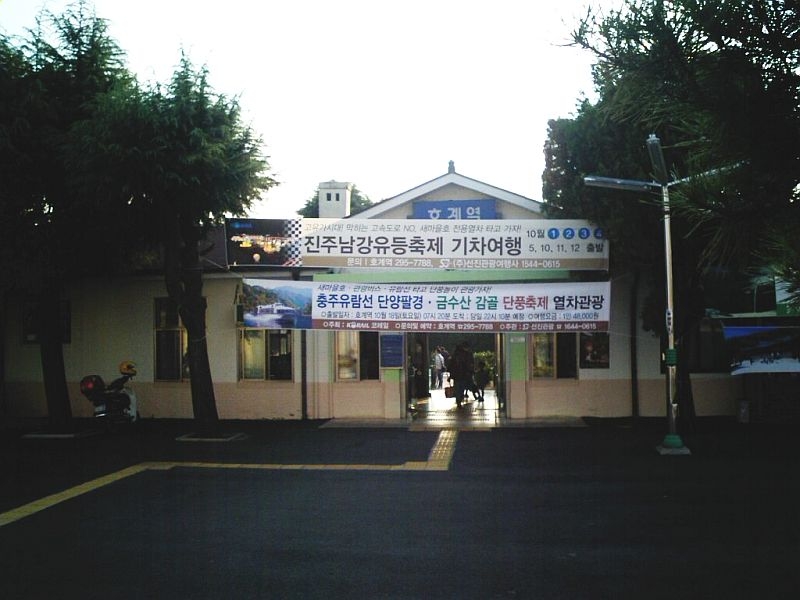
역사 (2008년)